# Bambi-Verleihung 2001
Die 53. Bambi-Verleihung fand am 15. November 2001 im Estrel Convention Center in Berlin statt. Sie wurde moderiert von Axel Bulthaupt. Die Veranstaltung wurde erstmals live in der ARD übertragen.

## Veranstaltung

### Der Sonder-Bambi
Thomas Gottschalk hatte bereits 1983, 1984 und 1987 Bambis gewonnen. Als ihn jedoch die Bunte 1988 in einem Artikel als „Sausack“ bezeichnete, gab er die drei Preise zurück. 2001 trat Gottschalk wieder bei einer Bambi-Verleihung auf, um seinem Freund Günther Jauch die Trophäe zu überreichen. Daraufhin informierte Jauch den überraschten Gottschalk, dass er den Sonder-Bambi erhalte. Darüber hinaus bekam er auch seine ersten drei Bambis zurück.

### Der Publikums-Bambi
Der Publikums-Bambi 2001 wurde in der Kategorie Beste Talkshow gesucht. Der Preis ging an Sabine Christiansen, die sich mit 34,9 Prozent der Stimmen gegen Sandra Maischberger, Reinhold Beckmann und Johannes B. Kerner durchsetzte.

### Der Charity Bambi
Die Charity-Bambis wurden 2001 für die Bereitstellung medizinischer Hilfe in Afghanistan vergeben. Die Krankenschwester Karla Schefter hatte 1989 in Chaki Wardak, bis dahin ein Gebiet ohne medizinische Versorgung, eine Krankenstation eingerichtet, die sie zu einem Krankenhaus ausbaute. Interplast Germany e. V. betrieb zwei Krankenhäuser in Afghanistan. Deutsche Ärzte und medizinisches Fachpersonal führten dort in ihrem Urlaub tausende von Operationen durch. Stellvertretend ging der Bambi an Heinrich Schoeneich.

### World Trade Center
Für die Reaktionen auf die Terroranschläge am 11. September 2001 wurden zwei Bambis verliehen. Einer ging an den pensionierten New Yorker Feuerwehrmann Robert „Bob“ Beckwith, der bei den Rettungsaktionen seiner ehemaligen Kollegen mitgewirkt hatte.
Der Bambi für Politik ging an den New Yorker Bürgermeister Rudy Giuliani. Dieser konnte allerdings wegen des Absturzes des American-Airlines-Flug 587 wenige Tage zuvor nicht an der Verleihung teilnehmen und schickte eine Videobotschaft. An seiner Stelle trat die New Yorker Schauspielerin Marisa Berenson bei der Verleihung auf. Sie hatte ihre Schwester Berry bei den Anschlägen verloren.

## Preisträger
Aufbauend auf die Bambidatenbank:

### ?
Robert Beckwith

### Charity
Karla Schefter und für die Initiative Interplast: Heinrich Schoeneich

### Comeback
Kylie Minogue

### Film International
Catherine Deneuve für ihre herausragende Karriere über vier Jahrzehnte

 Laudatio: Julian Nida-Rümelin

### Film National
Marie Bäumer, Michael Herbig, Rick Kavanian und Christian Tramitz für Der Schuh des Manitu

 Laudatio: Otto Waalkes

### Karriere
Verona Feldbusch

### Kultur
Paulo Coelho

 Laudatio: Veronica Ferres

### Lebenswerk
Hildegard Knef

### Luxus und Mode
Diego Della Valle

### Politik
Rudy Giuliani

 Laudatio: Heidi Klum

### Pop International
Cher

 Laudatio: Heiner Lauterbach

### Pop National
No Angels

### Shooting Star
Macy Gray

### Sonder-Bambi
Thomas Gottschalk

 Laudatio: Nadja Auermann

### Sport
Oliver Kahn

 Laudatio: Boris Becker

### TV Moderation
Günther Jauch für Wer wird Millionär?

 Laudatio: Thomas Gottschalk

### Zuschauer-Bambi
Sabine Christiansen
Sandra Maischberger
Reinhold Beckmann
Johannes B. Kerner